# 日産・シビリアン
シビリアン (CIVILIAN) は、日産車体が製造し、日産自動車が販売していたマイクロバス。
本項では、シビリアンの前身となったマイクロバスおよび、日産・エコー (Echo) についても記述する。
W40、W41型に特装車扱いで4WD車が設定されていた時期があったが、これはいすゞ自動車製のエルフ4WDおよびそのOEM車アトラス4WDのシャシを流用したものである（エンジンもいすゞ製）。

## 前史

### キャブオールマイクロバス/キャブオールエコー/エコー（初代 1959年 - 1966年）

#### KC42型
- 1959年12月　日産自動車では戦後初となるマイクロバスとして登場。B40型系ジュニア・C40型系キャブオールから流用したシャシとパワートレーンに、セミモノコック構造の車体を架装した。プリンス・ライトコーチにも似たメッキモールの装飾が特徴。生産は新日国工業・京都工場（現：オートワークス京都）。
- ジュニア / キャブオール系シャシには、新日国京都工場製の「ニッコク」ボディーの「キャブオールマイクロバス」のほか、「新目黒車体」製ボディーの「ジュニアマイクロバス」も存在した。「新目黒車体」は、レントゲン車や宣伝車など特装車の車体架装を手がけていた東京都目黒区にあったコーチビルダー「目黒車体」が称したもの。生産台数はごく少なく、販売ルートも日産ディーラーではなく民生デイゼル系であった。販路の違いから、乗用車風の意匠が取り込まれることが多い他のマイクロバスのデザインとは一線を画しており、大型リアエンジンバスを模してそのまま縮小したようなスタイルが大きな特徴であった。リアウインドウは民生の指定架装メーカーであった富士重工業製に近づけるべく2枚窓となっており、その下（大型リアエンジンバスではエンジンルームに当たる位置）に観音開き扉の荷物室を持っていた。その後、乗降用扉の高さや客室窓とフロントウインドシールドの拡大、ヘッドランプ4灯化などの改良を受け、数年間キャブオールエコー、エコーと並行して生産、販売されたとみられる。

#### GC140型系

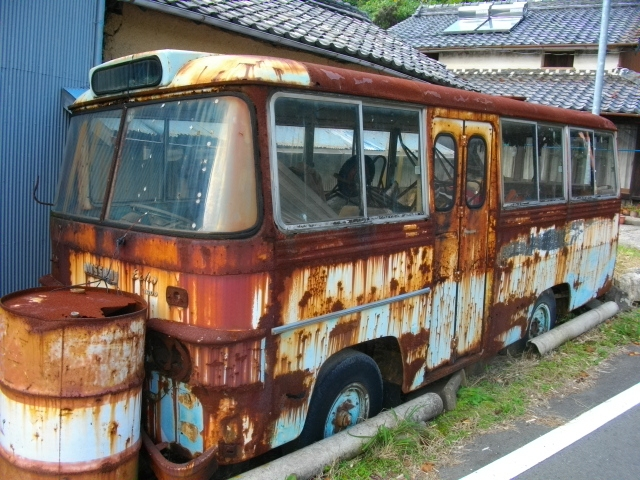
日産・エコー GC140型（前面）

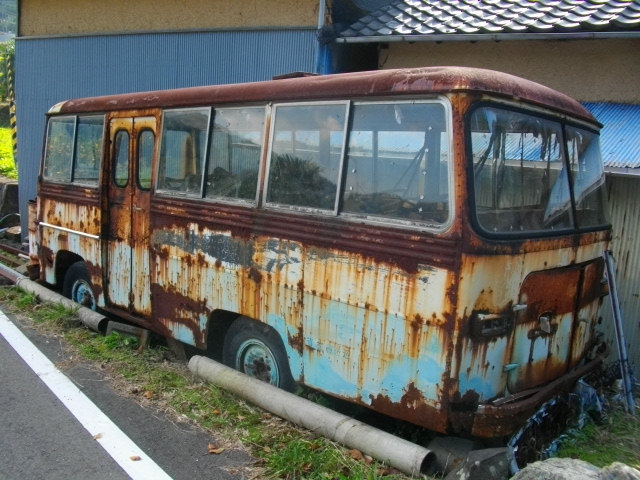
日産・エコー GC140型（後面）

- 1960年3月 - ベースシャシのB140型系・C140型系へのモデルチェンジに伴いマイナーチェンジ。型式が変更され、同時に特装車からカタログモデルへと昇格。外観ではモール類が若干整理される。
- 1961年 - マイナーチェンジと同時に車名を「キャブオールエコー」とする（型式は変わらず）。一部モールの省略と車体塗り分けを簡略化。輸出も開始される。
- 1962年 - マイナーチェンジでエンジンを1,900ccのH型へ変更。型式はGC141型となり、車名を「エコー」と改める。
- 1963年 - フェイスリフト。前面方向指示器を角形から丸形へ、前照灯の高さをやや上げ、その周囲のプレスとメッキモールも、スピード感を重視したものに変更、その印象から「メガネ」と通称される。ラジエーターグリルを追加。ロングホイールベースモデル（GHC141）を特装扱いで追加。
- 1964年1月 - SD22型ディーゼルエンジン追加（GQC141 / GHQC141）。ロングをカタログモデルへ昇格。
  - 同年11月 - フェイスリフト。フロントウインドシールドを一枚ガラス化、ラジエーターグリル、バンパーの意匠変更。運転席ドア新設。
- 1965年10月 - マイナーチェンジ。ガソリン・ディーゼル共にエンジン出力を向上し、型式はC142型となる。サブエンジン式クーラーを設定。ラジエーターグリル変更。型式と車名は異なるが、ここまでは同じ設計・スタイルのボディーである。

### エコー（2代目 1966年 - 1971年）

#### GC240型系
- 1966年8月 - モデルチェンジでGC240型系となる。スタイルは直線基調で、窓も大きく近代的なボディーに生まれ変わる。ヘッドランプベゼルなど、C240型系キャブオールとの共通部品も見られる。
- 1968年6月21日 - 日産観光サービス（現：日産カーレンタルソリューション）所有のエコーロングが、名神高速道路を走行中に横転、死亡1名・重軽傷9名を出す事故が発生。プロペラシャフトが共振から撓み、トランスミッション側で折損、脱落して路面に突き刺さったことが事故の原因だった。
  - 同年10月 - マイナーチェンジ。リアコンビランプの大型化、ダッシュボードのソフトパッド化、アウターリアビューミラーの可倒化など。
- 1969年3月11日 - レンタカー業者所有のエコーロングが、名神高速道路で再びプロペラシャフトの脱落による横転事故を起こす。重軽傷23名。
  - 同年4月 - リアダブルタイヤ車設定。
  - 同年6月11日 - 欠陥車疑惑に対し、国会で豊田英二トヨタ自動車社長、川又克二日産自動車社長が喚問される。エコーのヤミ改修も明らかとなる。その後、エコーのプロペラシャフトは2分割の対策品となる。
  - 同年9月 - 国内全自動車メーカーからの58件、2,456,544台（当時の保有台数の約1割）にのぼる欠陥報告を受け、運輸省令を一部改正。自動車のリコール制度が法制化する。
- 1970年 - マイナーチェンジ。ヘッドライトベゼルとラジエーターグリルを一体化、ダッシュボード形状変更、全席ヘッドレストの設定など。

### プリンス・ライトコーチ
- プリンス・ライトコーチを参照。

## シビリアン

### 初代・GC240/340型系（1971年 - 1982年）
- 1971年（昭和46年）9月 - モデルチェンジ、車名を「シビリアン」に変更。
  - エコーの2度の事故に伴い駆動系を設計変更し、同時にフェイスリフトを行う。さらにマイナスイメージ払拭のため車名を「シビリアン」へと変更するが、型式は変わっていない。
  - エンジンは2.0Lガソリン・92馬力のH20型、2.2Lディーゼル・65馬力のSD22型。エコーの対策品同様、プロペラシャフトは2分割となる。
  - 冷房車はサブエンジン式でコンプレッサー駆動用にA12型ガソリンエンジンを搭載。
  - トランスミッションはコラムシフトで5速MTと4速オートクラッチを設定。オートクラッチ車にはPレンジが用意された。
- 1973年（昭和48年）1月 - ディーゼル車は冷房搭載時のパワーと車重を考慮し、3.0L 85馬力のED30型となる。
- 1976年（昭和51年）5月 - マイナーチェンジ。
  - 型式がGC340型となる（本来はフルモデルチェンジで、型式の百の位が一つ増える）。
  - 同時に、プリンス店取扱いの「プリンス・ライトコーチ」を廃止、シビリアンへ統合した。
- 1979年（昭和54年）8月 - モデルチェンジ。昭和54年排出ガス規制に適合し、型式がGC341型系となる。ハイルーフ車を追加。
- 1980年（昭和55年）6月 - ディーゼル車は従来の3.0LのED30型に加え、冷房使用時のパワー不足を解消するため、3.3L（96馬力）のED33エンジン搭載車を追加。左折巻き込み事故防止対策としてセーフティーウインドウを新設。

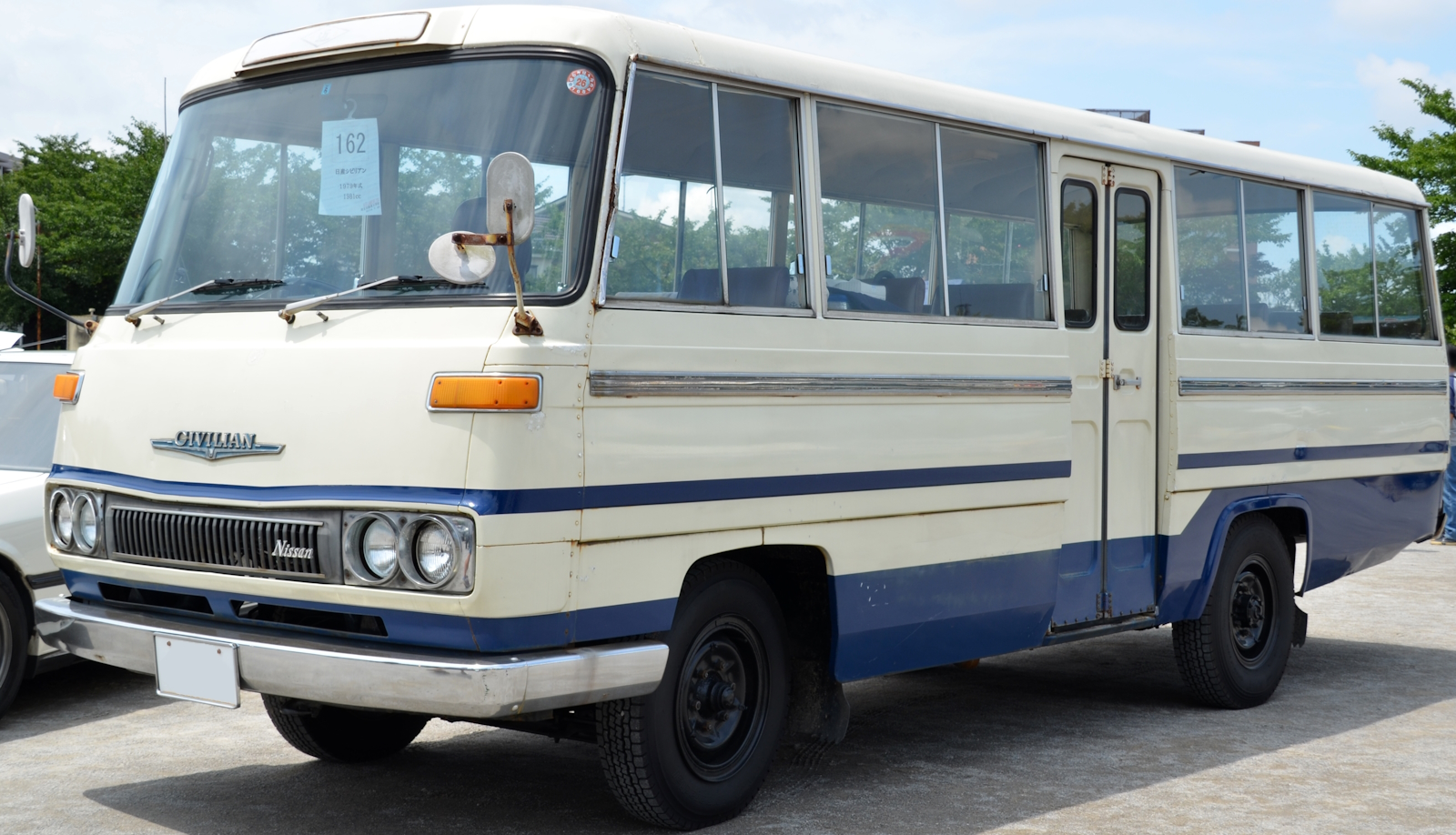
ロング標準ルーフ
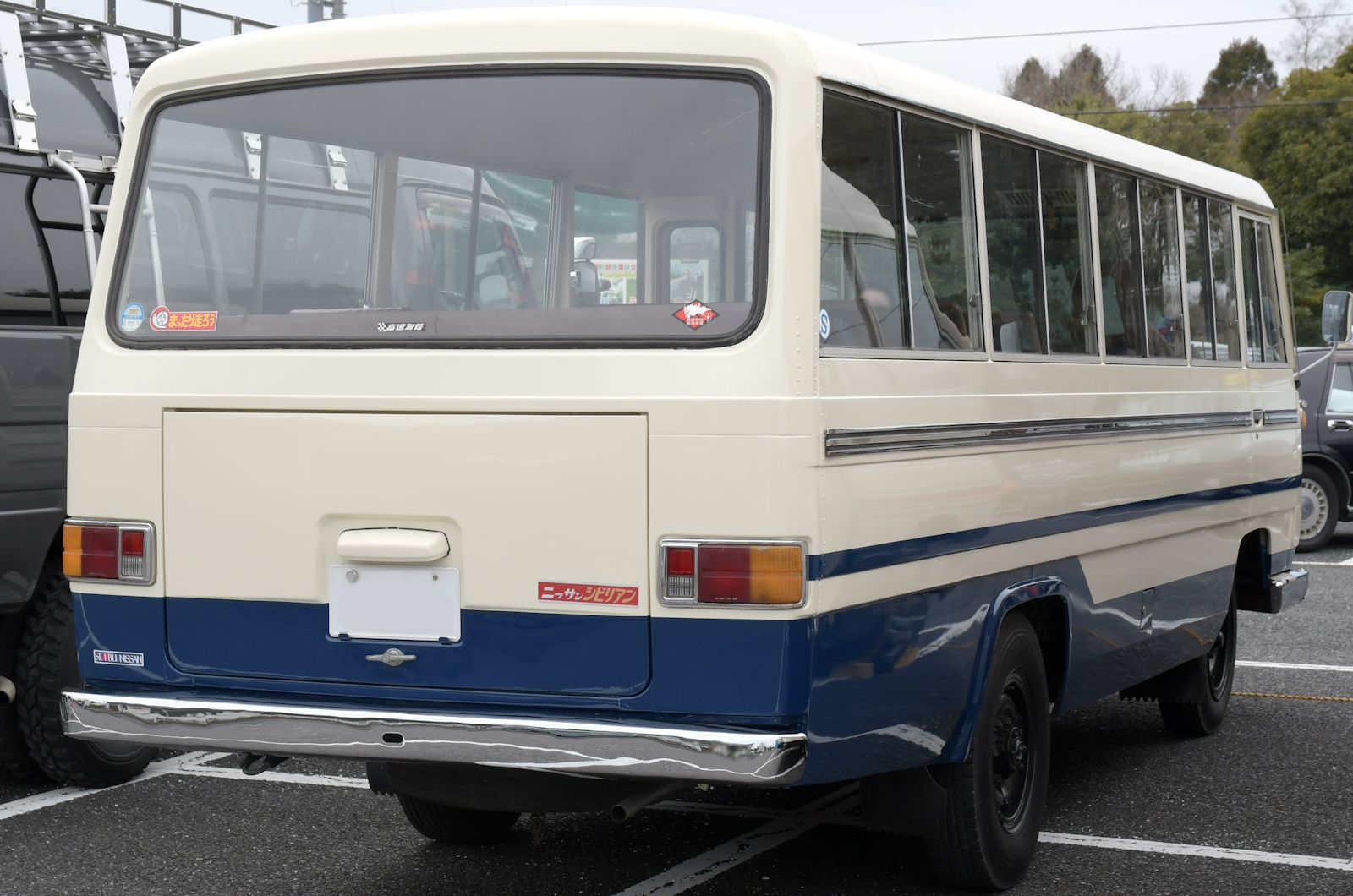
ロング標準ルーフ （リア）

### 2代目・W40型系（1982年 - 1999年）

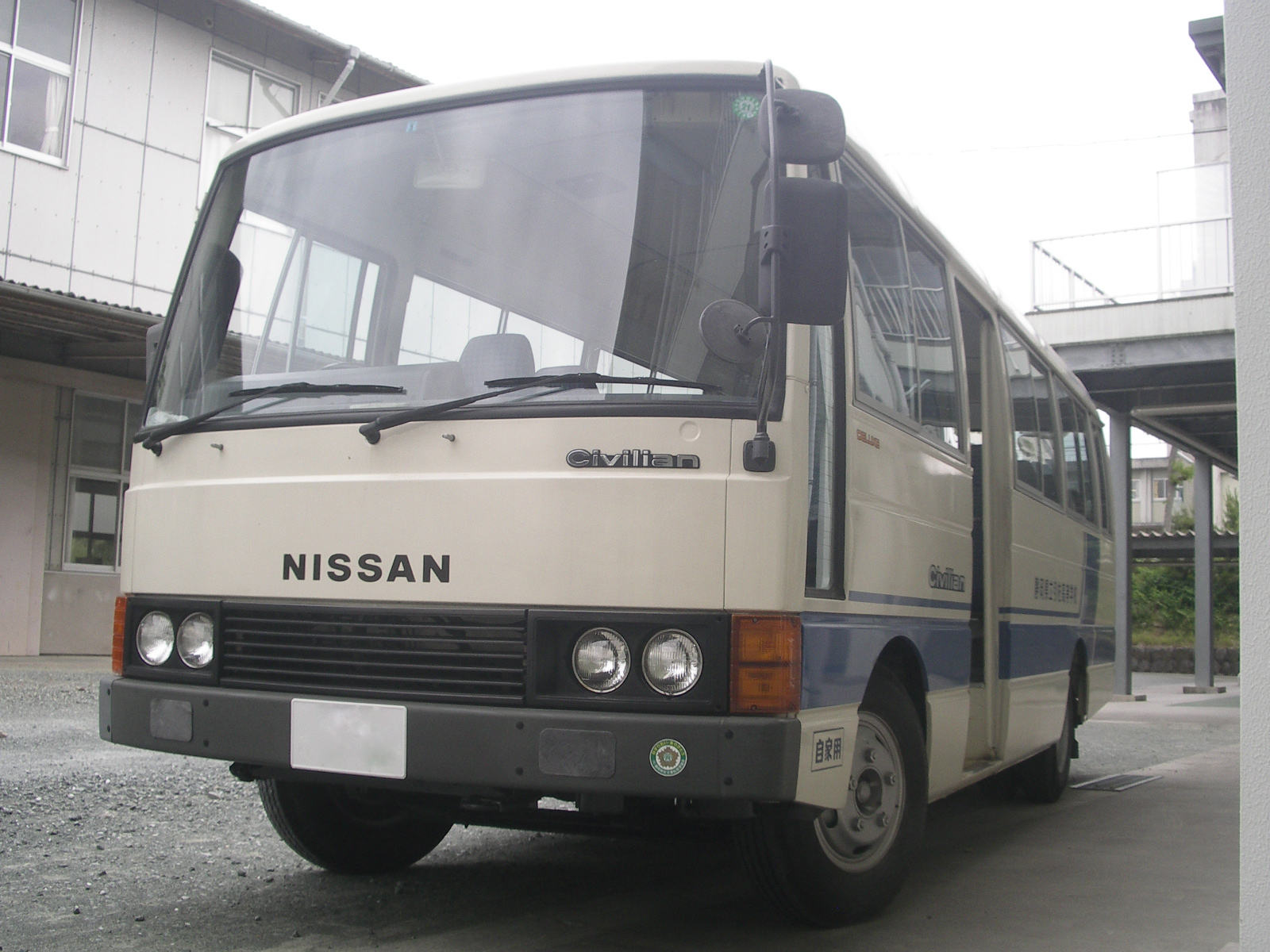
2代目シビリアン（1982年販売型）
ロング

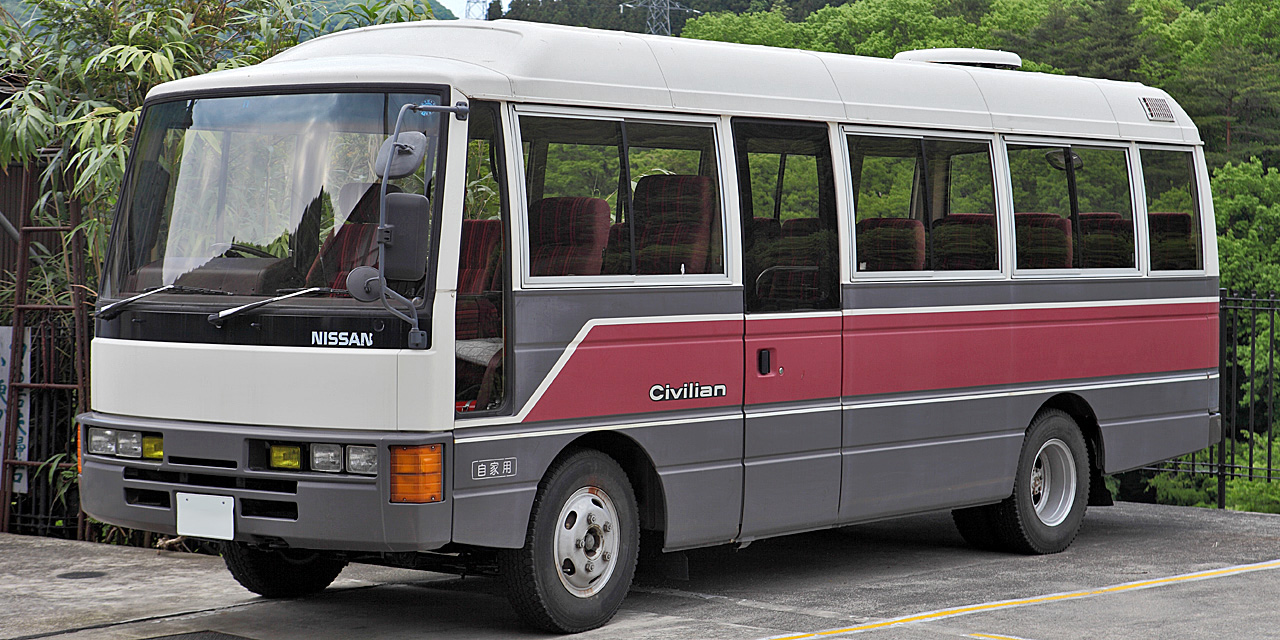
2代目シビリアン（1988年改良型）
ロングハイルーフ

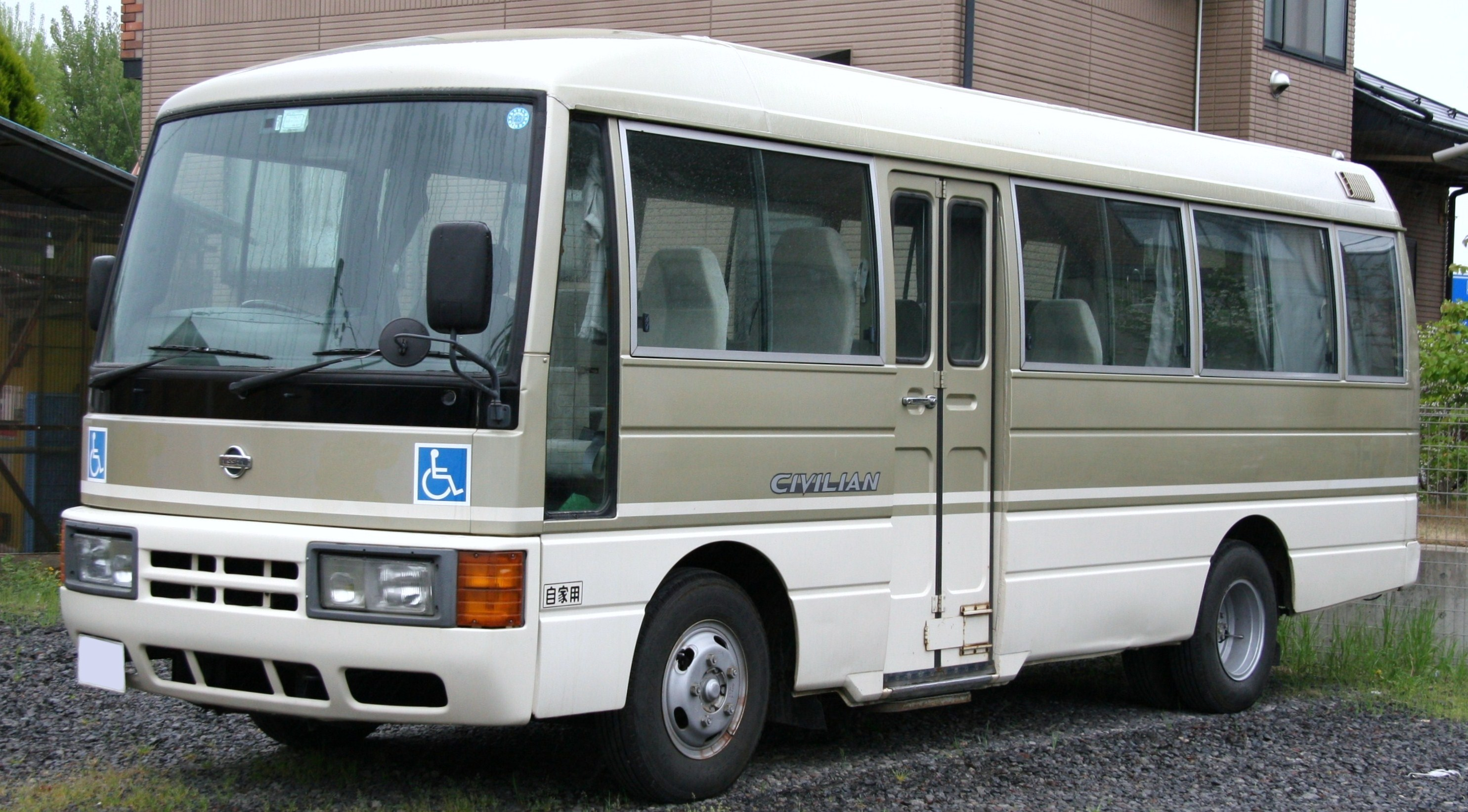
2代目シビリアン（1995年改良型）
ロングハイルーフ

- 1982年（昭和57年）8月 - フルモデルチェンジ、型式がW40型となる。
  - 同年5月にライバル車のコースターがフルモデルチェンジされたのを受け、対抗してフルモデルチェンジが行われ、2代目となる。
  - GC340型系に比べ、標準・ロング共に車体サイズは一回り大きくなった。先に登場したトラックのアトラスと主要コンポーネントのほとんどを共有している。この代から、シフトレバーの配置がコラムシフトからフロアシフトへ変更された。
  - 搭載エンジンは、ディーゼルED33型（96馬力）と、ガソリンエンジンZ22型（105馬力）の2種の直列4気筒に加え、上級グレード用に直列6気筒ディーゼルのSD33型（95馬力）が加わった。
  - ヘッドランプは下級グレードと幼児車は丸型4灯、それ以外は角型4灯になる。ハイルーフ車には大型観光バスのセミデッカー車風の明かり窓が装備可能。
- 1984年（昭和59年）7月 - コースター、ローザに対抗するため、ターボ車を追加。エンジンはED33の改良型の直噴式FD33T型（120馬力）で、W40型系唯一となる6速MTを採用。レジャーパック仕様車を設定。
- 1988年（昭和63年）5月 - マイナーチェンジ。
  - ハイルーフ車のフロントマスクのデザイン変更、エアサス車及び回転対座シート装備のスーパーリムジンを追加。
  - 先にサファリで搭載された4.2L 直列6気筒ディーゼルTD42型（125馬力）を従来のFD33T搭載車と入れ替え。この際にガソリン車は廃止される。
- 1990年（平成2年）6月 - 4気筒ディーゼルエンジンを従来のED33型から、平成元年排出ガス規制適合のED35型（3.5L・105馬力）へ変更。
- 1993年（平成5年）8月 - 一部改良。
  - 車名ロゴ・エンブレムを小文字の「Civilian」から大文字の「CIVILIAN」へ変更。
  - インパネの形状変更。3代目のW41型でも同じものが使用されている。同時にパーキングブレーキをステッキ式からレバー式に変更。
  - ハイルーフをフロントガラス直上まで伸ばして意匠変更。ショートボディエアサス車を追加。
  - いすゞ自動車にOEM供給を開始、「いすゞ・ジャーニー」として販売。
- 1994年（平成6年） - オーテックジャパンが架装するレトロ調「クラシックバス」を設定。
- 1995年（平成7年）8月 - マイナーチェンジ。
  - 平成6年排出ガス規制に適合。
  - 最上級車種が自然吸気のTD42型では商品性の面でコースターに劣るため、TD42T型（155馬力）を追加しディーゼルターボエンジンが復活、AT車も設定された。これにより差は縮まったものの、コースターのターボ車は直噴式であり、完全に並んだわけではなかった。
  - 小回り性を向上し、最小回転半径は標準車が5.5m、ロング車が6.4mとなる。
  - MT車に可倒式ショートシフトレバーを採用。
  - ヘッドランプを角形4灯から異型角形2灯へ変更。ステアリング形式をリサーキュレーティングボールからラック＆ピニオンに変更。

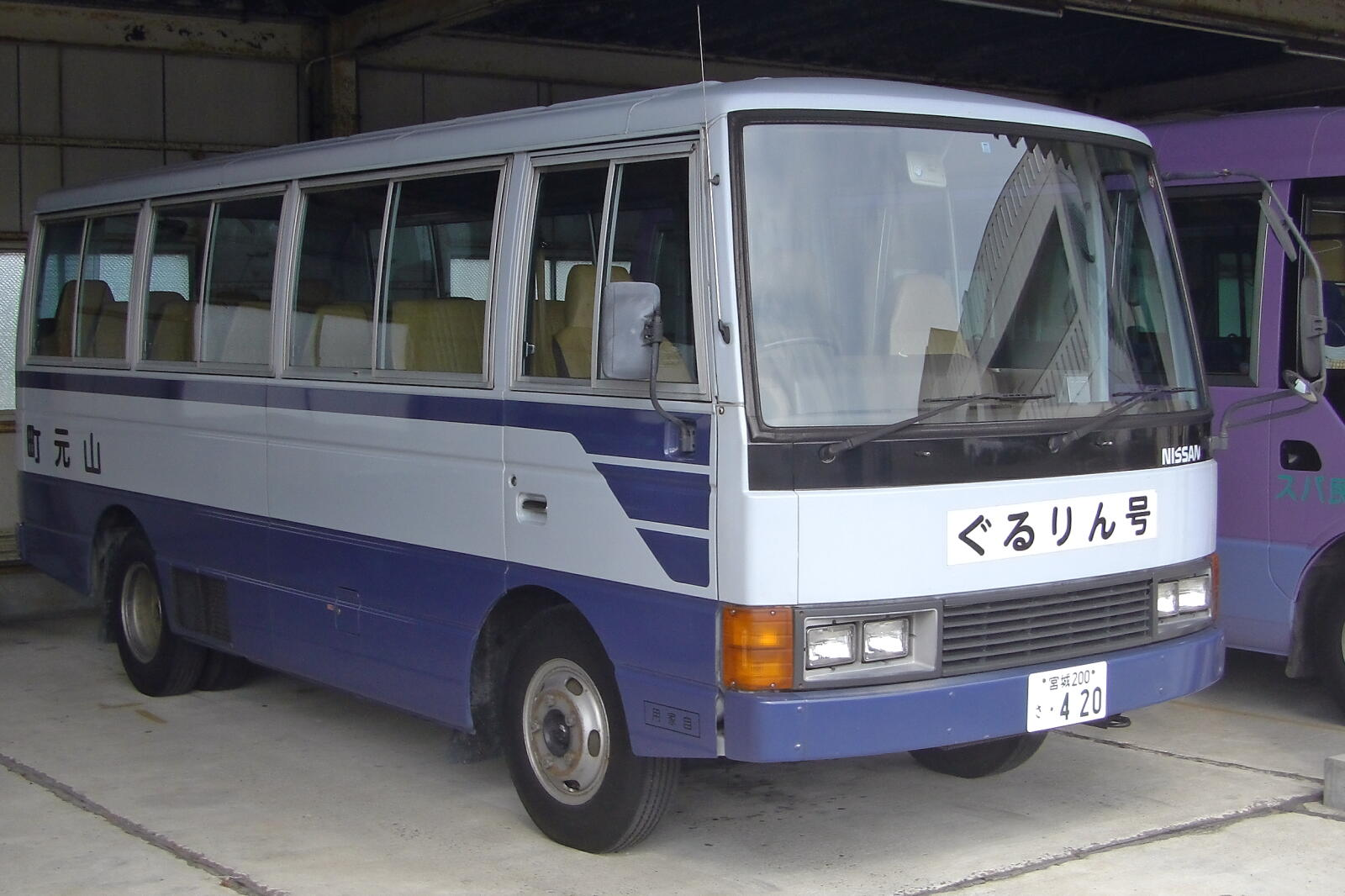
1988年改良型 標準ルーフ
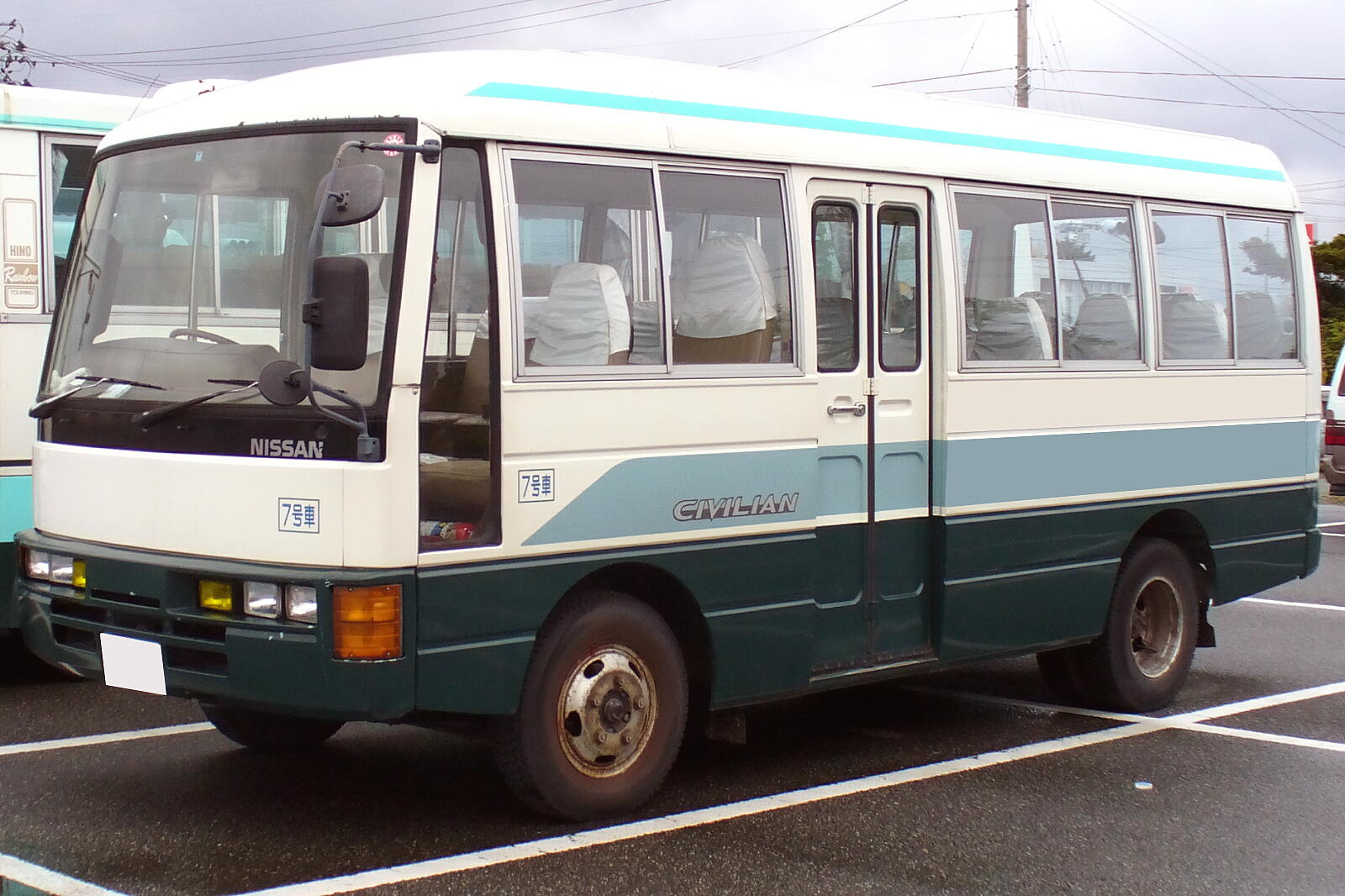
1993年改良型 ハイルーフ
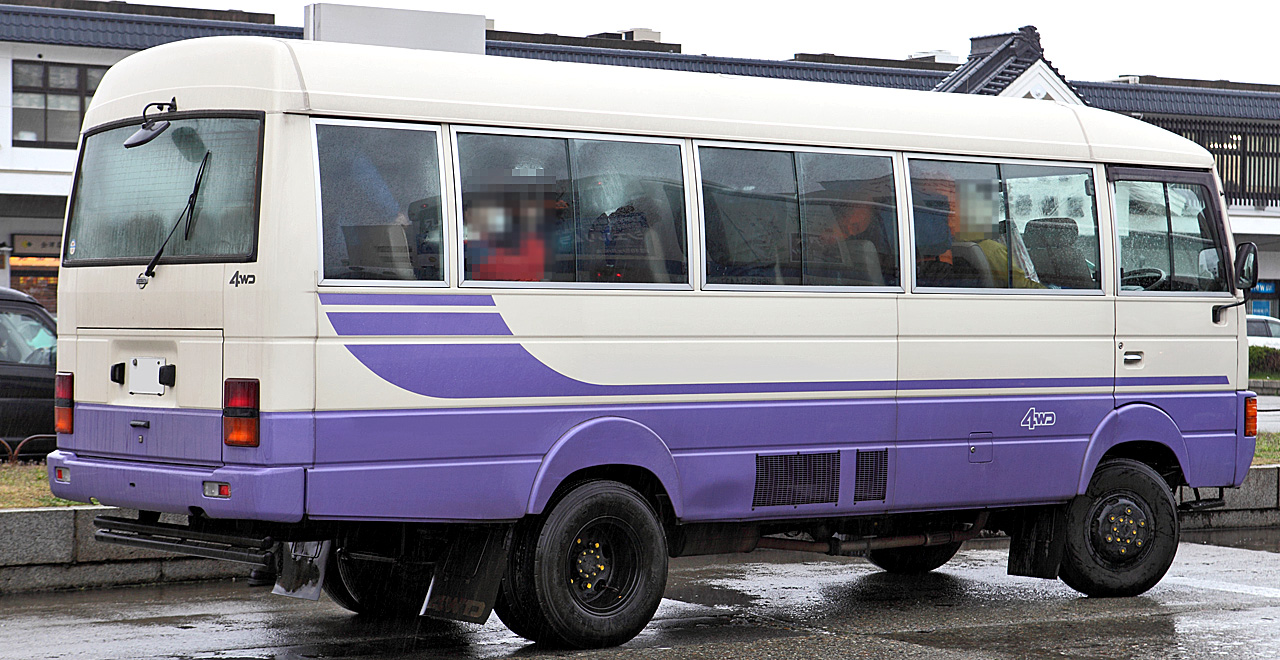
1995年改良型 リア ロング 4WD
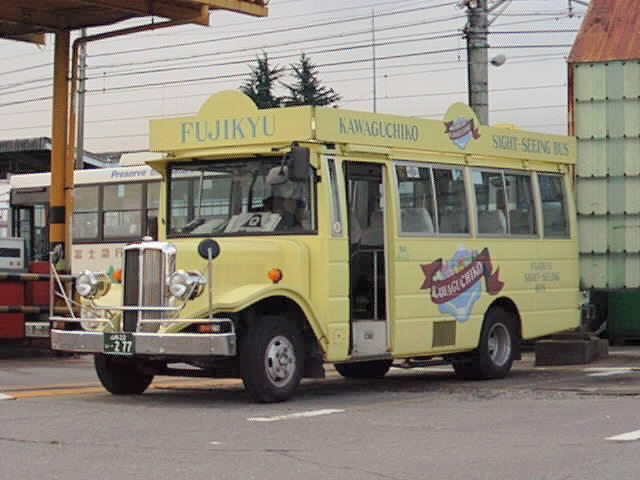
クラシックバス（富士急山梨バス）

### 3代目・W41型系（1999年 - 2021年）
- 1999年（平成11年）2月10日 - フルモデルチェンジを発表（2月19日発売）[1]。
  - 搭載エンジンは、2WD車が直列6気筒ディーゼルTD42型およびターボ付 TD42T型、いすゞ・エルフのシャシを流用する4WD車がいすゞ製直列4気筒ディーゼル 4HG1型を設定。全グレードに運転席エアバッグがオプション設定された[注 1]。
  - フルモデルチェンジと同時に、オーテックジャパン扱いの福祉車両「ライフケアビークル」のラインナップにシビリアン「ハートフルサルーン」を追加。後部に観音扉と後退防止用自動フラッパー付全自動昇降用リフターを装備したほか、車椅子自動固定装置や回転対座リクライニングシートも装備した。
- 1999年（平成11年）5月26日 - オーテックジャパン扱いの「クラシックバス」をフルモデルチェンジ、ロングボディ「SX」をベースとする[2]。
- 2002年（平成14年）10月15日 - 一部改良[3]。
  - 燃料タンクの容量が20L大型化され、サスペンションを改良。また、リアワイパーやフロントフォグランプスイッチ照明、運転席フットレスト（AT車のみ）が標準装備され、MD・CD一体型AM/FMチューナーラジオ、CDオートチェンジャー、15インチ液晶テレビ&VTRといったオーディオ関連のメーカーオプションを追加設定。ボディカラーには「ホワイト/オレンジ ツートーン」が設定された。
  - この一部改良により、エンブレムが日産のCIエンブレムに変わりリアだけでなくフロントにも装着され、フロント右下に装着していた「NISSAN」ロゴのデカールを廃止。リアの車名ロゴはNE-01に準じたものになり、ウィンドウ黒縁の左下からウィンドウの左下に移動された。
  - 同時に、ガソリンエンジンのTB45E型[注 2]をベースにディーゼル車並みの高出力を実現したCNG車を2003年1月に発売することも発表した。ラインナップはロングボディの「幼児車」「SX」「GL」の3グレードで、5MT車のみの設定であった。
- 2003年（平成15年）11月17日 - 日産車体が、当時は国内マイクロバス市場で唯一であったガソリン車を特装車として設定し、受注開始（発売は2004年3月）[4]。
  - 搭載エンジンはCNG車のベースエンジンであるTB45E型で、CNG車同様にトランスミッションは5MTのみの設定となる。ラインナップは標準ボディの「幼児車」とロングボディの「SX」「GL」の3グレードであった。
- 2004年（平成16年）9月14日 - マイナーチェンジ[5]。
  - 従来は特装車であったガソリン車が標準設定となり、平成12年排出ガス規制基準75%低減レベル認定を取得。
  - 外観はメッキグリルが新たに採用され、CIエンブレムを大型化。内装はタコメーターが標準設定され、リーフサスペンションチューニングが変更された。「GL」と「スーパーリムジン」はインパネやシート形状・クロスが変更され、オートエアコンを装備。さらに「スーパーリムジン」にはABSも標準装備された。グレード体系を充実させ「SV」が新設定された。
- 2004年（平成16年）10月15日 - ディーゼル車をマイナーチェンジ（11月1日発売）[6]。
  - 三菱ふそうトラック・バスからのエンジンのOEM供給を受け、排気量がアップされた4.9Lターボ仕様の4M50T型へ換装。トランスミッションはローザ及びキャンターからの流用でAT車・MT車共に6速に多段化され、ガソリン車同様に外内装を変更したグレード「SV」を新設した。またABSを採用し、AT車では標準装備、MT車ではオプション設定とした。
  - ディーゼル車のマイナーチェンジに伴い、いすゞへOEM供給される「ジャーニー」はガソリン車のみの設定となった。
- 2005年（平成17年）12月21日 - 一部改良[7]。
  - ディーゼル車のタイヤサイズがロングボディ「幼児車」と同じサイズに変更（215/85R16 → 205/80R17.5）され、メーカーオプションのバックビューモニターをカラー表示に変更。また、2006年1月からの灯火器（改正）技術基準に適合させるため、ハイマウントストップランプ、サイドターンシグナルランプ、サイドリフレックスリフレクターが全車に標準装備された。
- 2007年（平成19年）8月29日 - 一部改良[8]。
  - ガソリン車が平成17年排出ガス規制に適合したほか、運転席ドアポケットが全車に標準装備され、ライト消し忘れとキー抜き忘れのアラームが新たに設定され、大型インサイドミラーのオプション設定を追加した。
  - この一部改良に伴いディーゼル車が廃止され、いすゞ「ジャーニー」同様ガソリン車のみとなった。
- 2008年（平成20年）6月16日 - 2度目のマイナーチェンジ[9]。
  - ディーゼルエンジンを再設定。排気量を3.0Lにダウンサイジングし、平成17年排出ガス規制に適合させたインタークーラーターボ付直噴仕様のZD30DDTi型に換装され、トランスミッションはガソリン車と統一され、MT車が5速、AT車が4速となった。
  - そのほか、「幼児車」を除く全車の客用（左側）ドアがオート式スイングドアとなり、「SV」「GL」「スーパーリムジン」はスウェード調クロスのハイバックリクライニングシートとバックビューモニターが標準装備された。グレード体系の見直しにより、クーラー無しの廉価グレード「DX」が廃止された。
- 2008年（平成20年）10月1日 - 原材料である鉄鋼の価格高騰の影響を受け、希望小売価格を改定し値上げされた[10]。
- 2010年（平成22年）7月1日 - 一部仕様変更[11]。
  - 装備内容が一部変更され、シガーライターを電源ソケット（12V）に変更されたほか、「GL」はルームラックを、「SV」はバックビューモニター、運転席アームレスト付コンソールボックス、コーナリングランプ、フォグランプがそれぞれオプション化され、「SX」は客用（左側）ドアをオート式スイングドアから手動式折戸に変更された。
- 2011年（平成23年）7月 - 平成22年排出ガス規制の影響により、ディーゼル車が再度廃止され、ガソリン車のみの設定となった[注 3]。
  - 継続設定のガソリン車は、従前の平成17年規制適合車（ABG-）のままで登録される（平成22年規制はディーゼル車・NOx吸着触媒付の直噴ガソリン車を対象としたものであり、本車は適用外となるため）。
- 2012年（平成24年）7月9日 - 一部仕様変更[12]。
  - 新保安基準へ適合するため、「SX」「SV」「GL」は客席シートベルトを2点式から3点式に変更。「幼児車」は保護者席に2点式シートベルトを設定した。また、これまでオプション設定となっていた電動リモコンミラー（左）やリアウィンドウ熱線を全車標準装備化し、ワンセグCD一体ナビゲーション（運転席スピーカー・バックビューモニター付、「幼児車」は除く）やアラウンドビューモニター（後者はオートワークス京都扱い）のオプション設定が追加された。
  - グレード体系が整理され、「SX」は客用（左用）ドアにスイングドアの設定を復活して選択可能としたほか、ロングボディの「スーパーリムジン」が廃止された。
- 2014年（平成26年）11月7日 - 「幼児車」を一部仕様変更（2015年1月27日発売）[13]。
  - 「幼児専用車の車両安全性向上のためのガイドライン」に基づき、シートバックは高さを延長し、背面に緩衝材を追加。座席前のパーティションパイプは形状変更と緩衝材を追加し、安全面を高めた。併せて、シート生地をこれまでオプション設定としていた「なかよし動物音楽隊」柄に変更し、乗降扉あいさつ板+動物シールのオプション設定を追加した。
  - すでに所有しているユーザー向けに、シートバック背面に緩衝材を追加したクッション付シート半カバーと緩衝材付パーティションパイプを発売する予定であることも併せて発表された。
- 2015年（平成27年）11月27日 - 一部改良[14]。
  - 従来は最上級グレード「GL」に設定されていたABSが全車標準装備となり、それに伴い価格が改定された。また、メーカーオプションの後席ワイドディスプレイが17.5インチに大型化された。
- 2020年（令和2年）
  - 11月 - 製造を受託する日産車体が、翌2021年（令和3年）6月をもって小型トラックのアトラス（ガソリン車）とともに生産終了することを発表[15]。
- 2021年（令和3年）
  - 2月24日[要出典] - 生産終了、以降は在庫分のみの販売となる。WEBカタログの掲載も終了。
  - 6月 - 販売終了[15]。これにより、日産自動車が製造・販売するマイクロバスはキャラバンのみとなる。

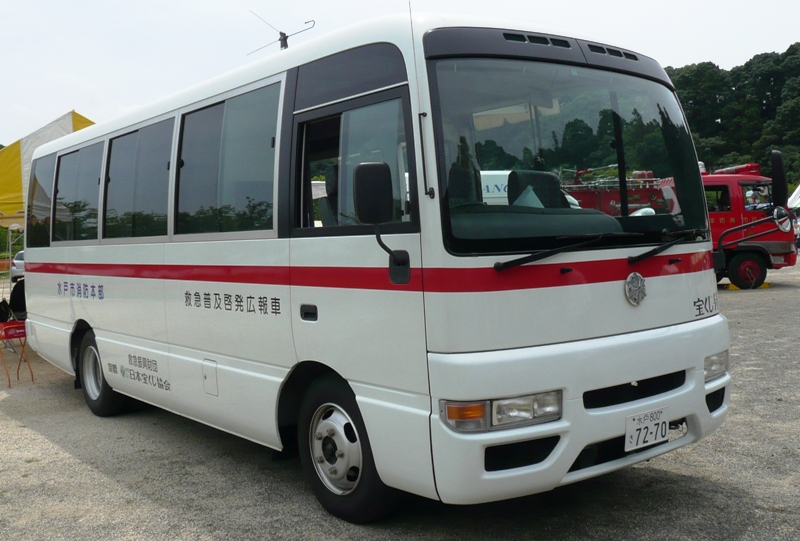
ロングボディDX（1999年2月販売型） 救急普及啓発広報車（水戸市消防本部）
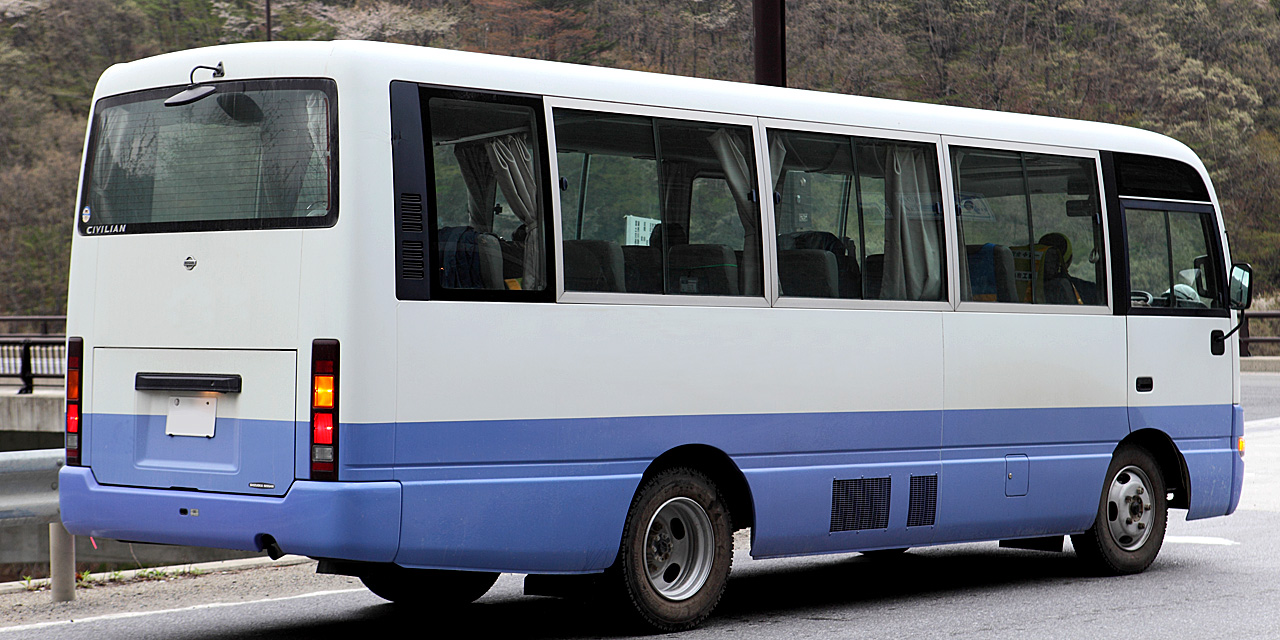
ロングボディSX リア（1999年2月販売型）
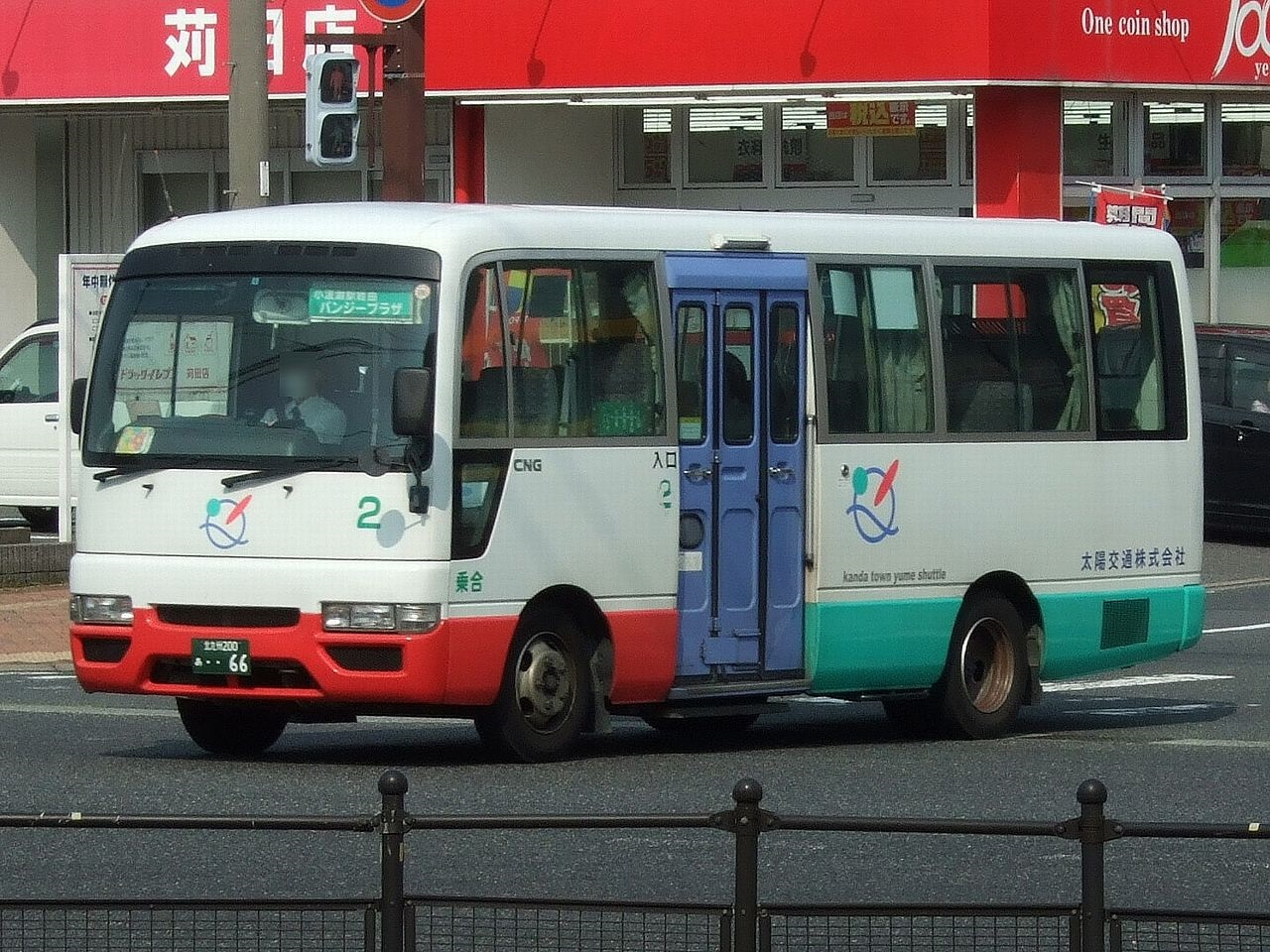
ロングボディSX CNG車 3枚折戸仕様（2004年9月改良型）
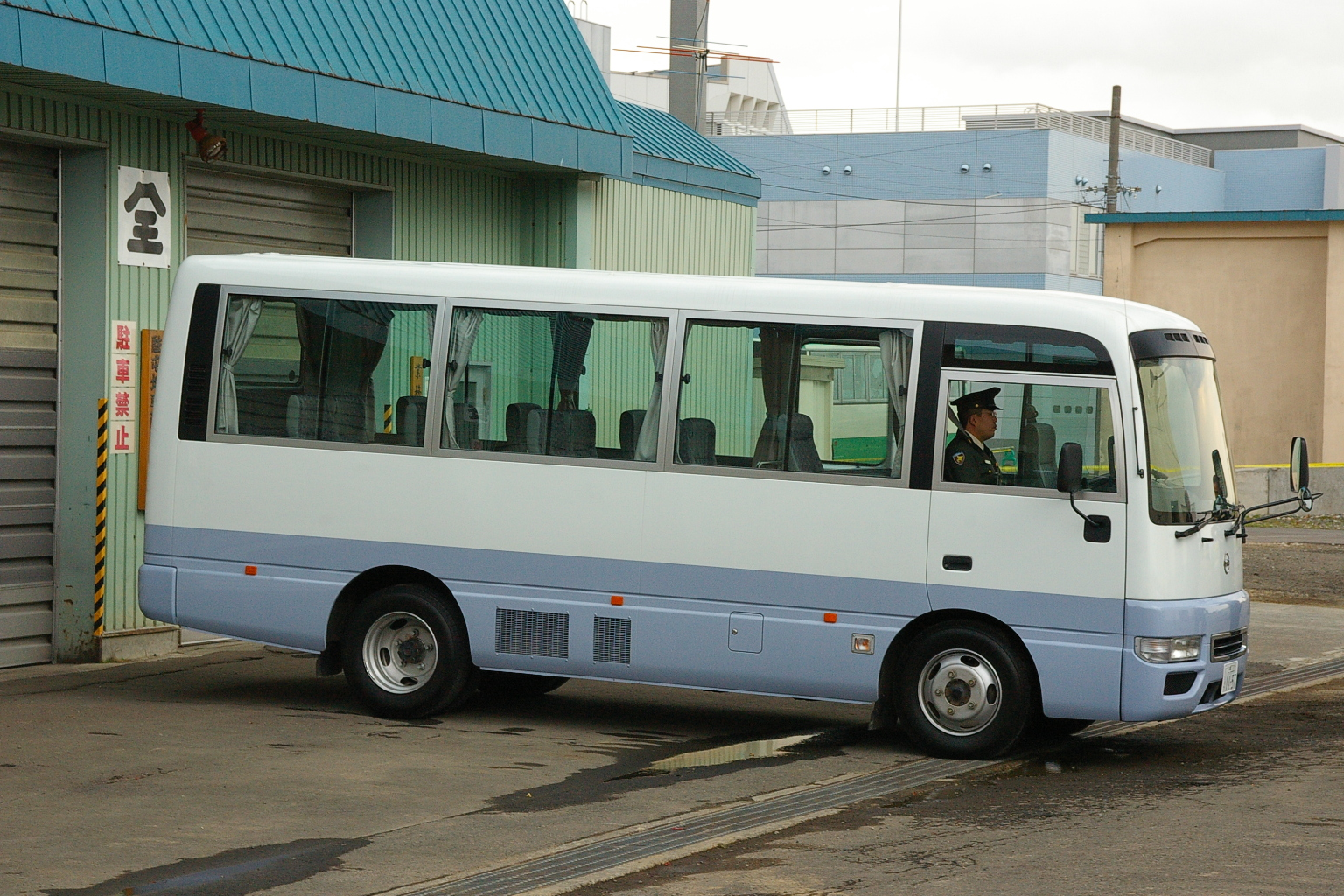
標準ボディSX（2005年12月改良型） 陸上自衛隊 人員輸送車2号
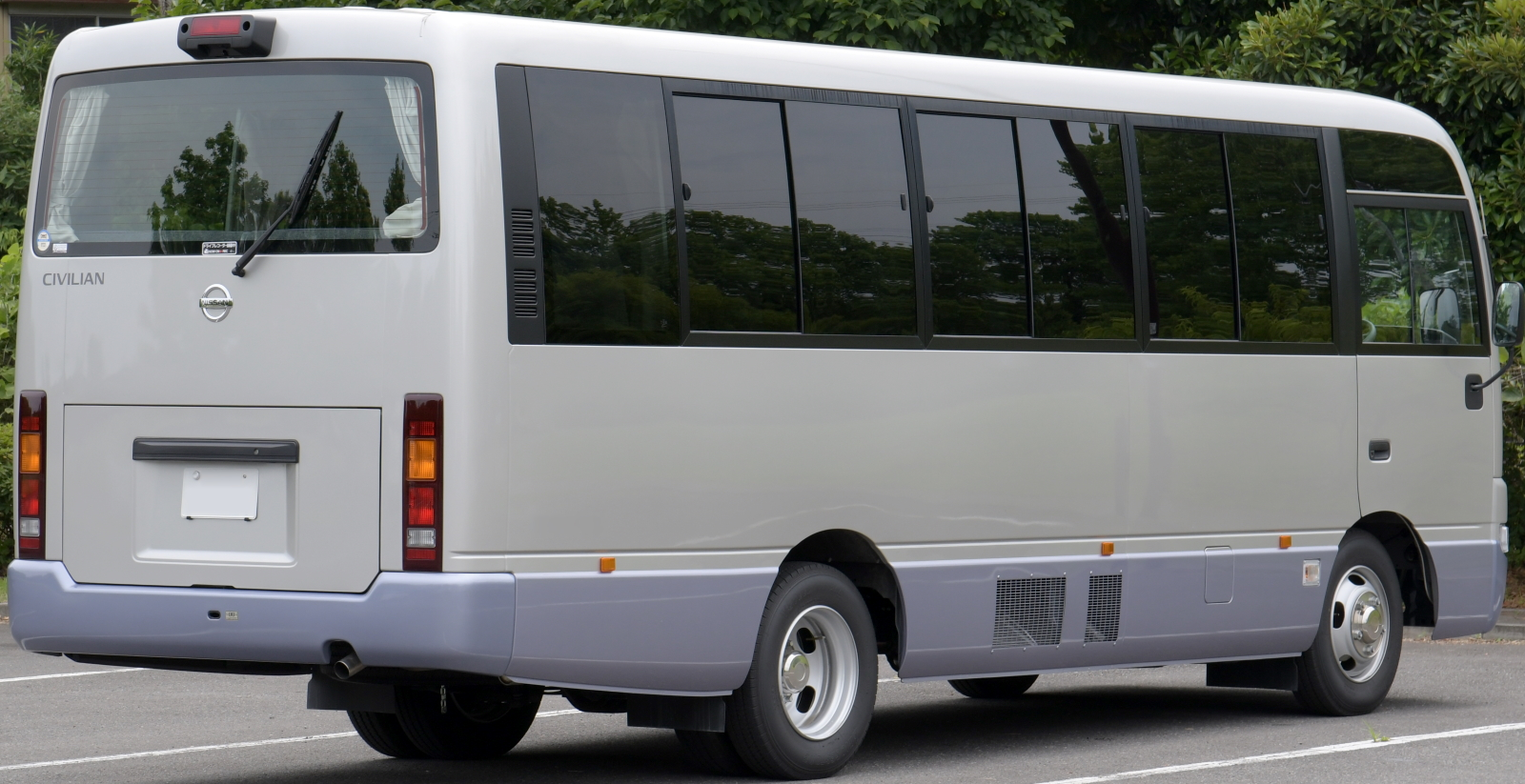
ロングボディSV リア（2012年7月改良型）
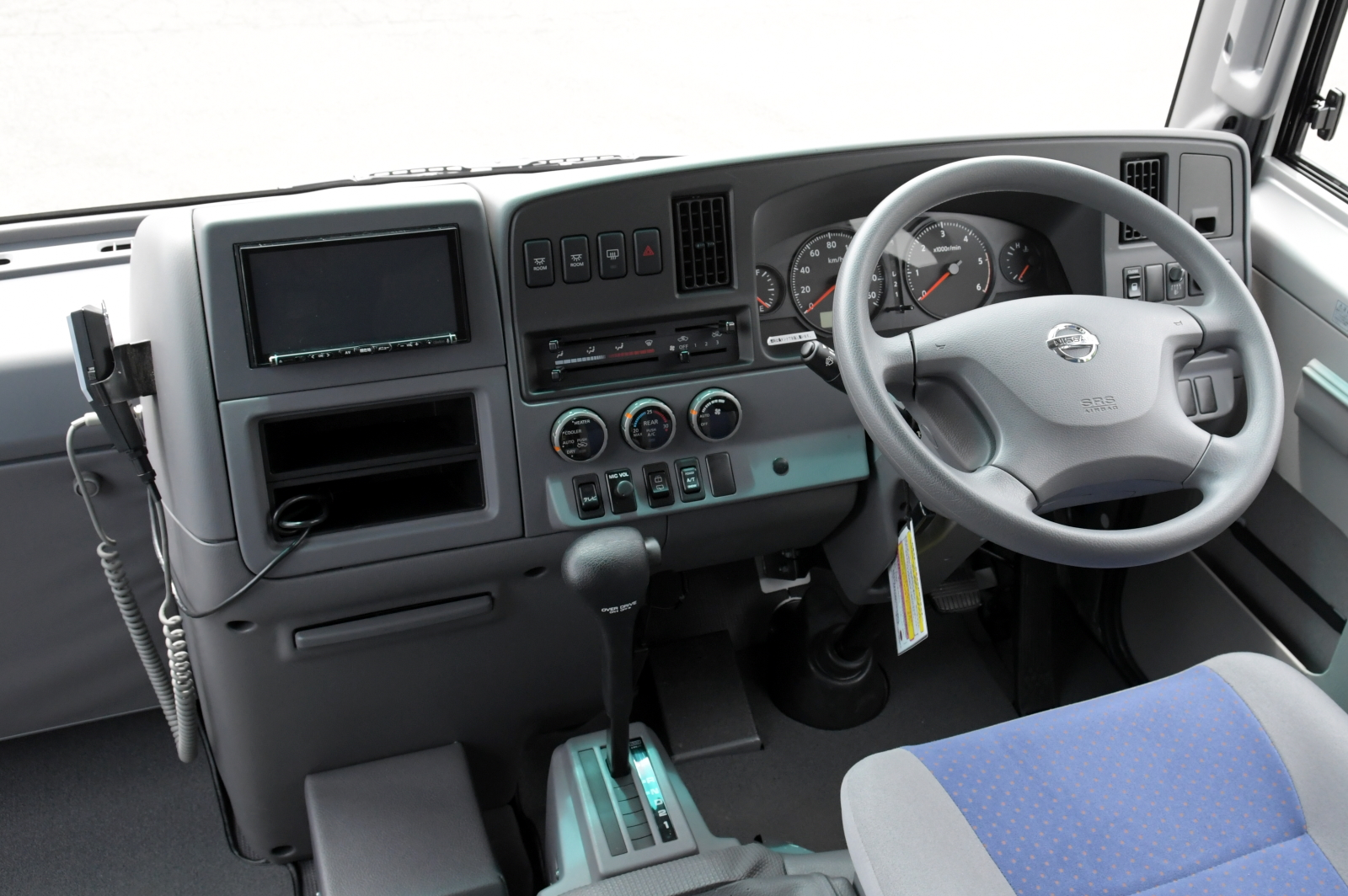
運転席

## 車名の由来
- 「市民」「文民」を意味する英語「Civilian」から。本来は警察や機動隊、自衛隊用車両（護送車、人員輸送車、遊撃車など）を中心に納入していた車種を一般向けに発売したことから命名された。また国連軍等へも納入している。

## DMVへの改造
鉄道線路の走行に対応し、鉄道車両とバス車両を兼ねるデュアル・モード・ビークル (DMV)へ改造された事例が存在する。導入例は以下。
- JR北海道
  - JR北海道により試作された軌陸両用車。シビリアンW40型の中古車（試作901号車）・W41型の新車（試作911号・912号車）を種車として改造された。
- 阿佐海岸鉄道
  - JR北海道の試作車を借り受け、試験運行が行われたが、本車の生産終了に伴い世界初のDMV営業運行導入の際にはトヨタ・コースターが種車とされた。

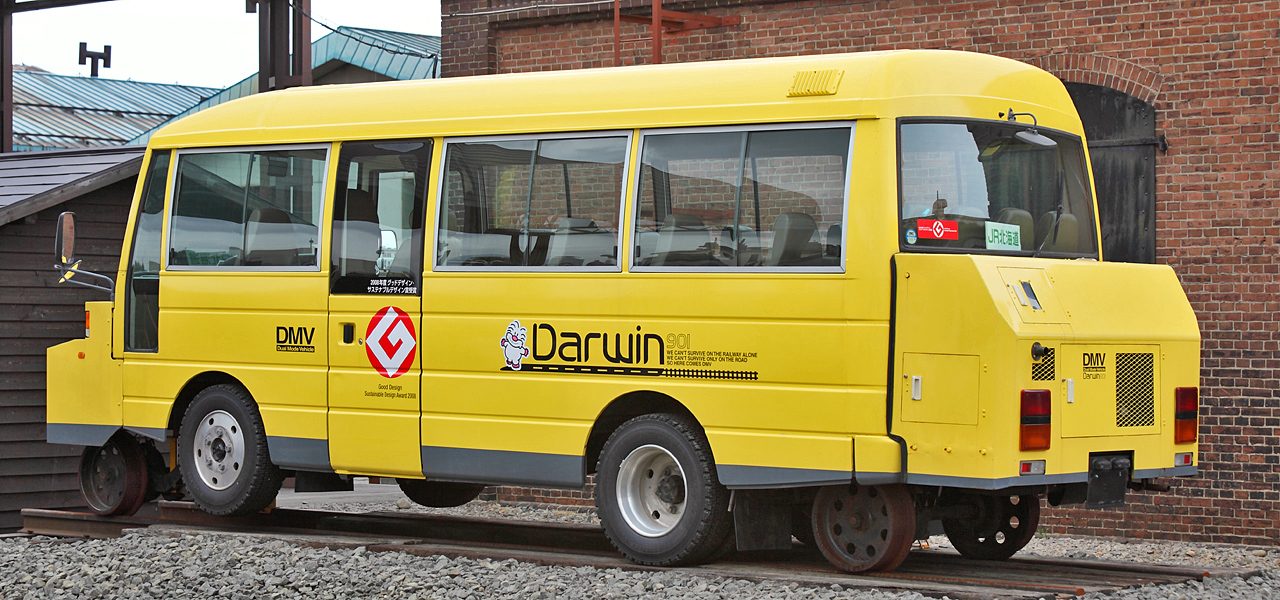
DMV 第1次試作車 901号車 シビリアンW40型系ベース
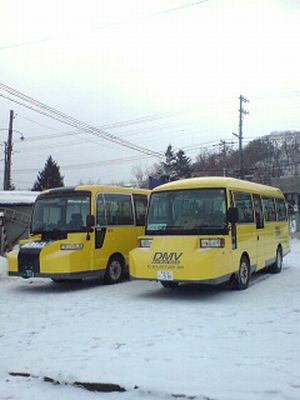
DMV 第1次（右）・第2次試作車の並び